# Ченга
Ченга, Чегна, Ходаківка — річка в Україні, у Коростенському районі Житомирської області. Права притока Ужу (басейн Прип'яті).

## Опис
Довжина річки приблизно 7 км.

## Розташування
Бере початок у лісовому масиві на південному заході від Берестовця. Тече переважно на захід і на південному сході від Бардів впадає у річку Ужу.

## Притоки
- Калинівка (права)[3]. Довжина приблизно 7 км, бере початок на північному сході від Ходаків. Тече переважно на північний захід понад Купечем і впадає у Ченгу біля колишнього населеного пункту Чернявка.

- Теснівка (права) [4], має ліву притоку - річку Селинка[5]